# SG Zwickau
SG Zwickau (celým názvem: Sportgemeinschaft Zwickau) byl německý fotbalový klub, který sídlil v saském městě Cvikově. Založen byl v roce 1939 po fúzi klubů FC 02 Schedewitz a SC 1905 Zwickau. Zanikl po ukončení druhé světové války, poté co byla všechna dřívější sportovní sdružení v sovětské okupační zóně zrušena. Nástupcem fotbalové činnosti ve městě se stalo mužstvo SG Zwickau-Süd (pozdější BSG Fortschritt).
Největším úspěchem klubu byla jednoroční účast v Gaulize Sachsen, jedné ze skupin tehdejší nejvyšší fotbalové soutěže na území Německa.

## Umístění v jednotlivých sezonách
Stručný přehled
Zdroj: 
- 1943–1944: Gauliga Sachsen

Jednotlivé ročníky
Zdroj: 
Legenda: Z - zápasy, V - výhry, R - remízy, P - porážky, VG - vstřelené góly, OG - obdržené góly, +/- - rozdíl skóre, B - body, červené podbarvení - sestup, zelené podbarvení - postup, fialové podbarvení - reorganizace, změna skupiny či soutěže
| Velkoněmecká říše (1943 – 1944) |                 |        |    |    |   |   |    |    |     |    |        |
| Sezóny                          | Liga            | Úroveň | Z  | V  | R | P | VG | OG | +/- | B  | Pozice |
| 1943/44                         | Gauliga Sachsen | 1      | 18 | 12 | 0 | 6 | 55 | 37 | +18 | 24 | 2.     |